# Luke Mathews
Luke Mathews, född 21 juni 1995, är en australisk medeldistanslöpare.
Mathews tävlade i två grenar för Australien vid olympiska sommarspelen 2016 i Rio de Janeiro. Han blev utslagen i försöksheatet på både 800 och 1 500 meter.